# 隆娜特里 (科罗拉多州)
隆娜特里（英語：Lone Tree），是美国科罗拉多州道格拉斯县下属的一座城市。建市于1995年11月1日，面积大约为9.572平方英里（24.793平方公里）。根据2010年美国人口普查，该市有人口10,218人。2011年估计该市有人口11,331人，相比2010年人口增长率为10.89%。同时，论人口该市是科罗拉多州第42大城市。